# États généraux des Pays-Bas (dix-sept provinces)
Ne doit pas être confondu avec États provinciaux des Pays-Bas (dix-sept provinces).
Pour les articles homonymes, voir États généraux.
Les États généraux des Pays-Bas étaient une assemblée réunissant les représentants des États provinciaux , ou plutôt des dix-sept provinces formant les nouveaux  Pays-Bas lorsque ce pays s'est créé à la fin du XVIe siècle et au début du suivant en se séparant de l'Empire espagnol. C'est l'instance dirigeante de la République néerlandaise, ou monarchie parlementaire, la première de l'Histoire en Europe, pendant deux siècles. Ils prennent cette dimension le 26 juillet 1581, quand les États généraux proclament formellement l'Acte de La Haye, point de départ de la guerre de Quatre-Vingts Ans.

## Histoire
Les États généraux des Pays-Bas bourguignons sont initialement convoqués par les ducs de Bourgogne, soit pour connaître l'opinion de leurs sujets, soit pour consolider une décision, en particulier en matière d'impôts. 
La première rencontre fut à Bruges dans le comté de Flandre, le 9 janvier 1464. En raison de la présence de seize ou dix-sept délégations, on a commencé à parler des Dix-Sept Provinces.
Au contraire des États généraux en France, l'assemblée néerlandaise ne restait pas une assemblée d'exception. Elle avait un statut permanent et elle continua à se réunir sous le règne de Charles Quint et de ses successeurs Habsbourg.
Au cours de la guerre de Quatre-Vingts Ans, le 26 juillet 1581, les États généraux proclamèrent formellement Acte de La Haye réclamant l'abjuration du roi d'Espagne comme souverain des différents pays. 
L'assemblée s'était déplacée vers La Haye, parce que la « capitale », Bruxelles, était toujours sous contrôle du roi. Dans les années suivantes, l’armée royale reconquit tous les Pays-Bas méridionaux. Il se produisit alors une scission politique dans les États généraux :
- au nord, à La Haye, les États généraux des sept Provinces-Unies devenaient pour longtemps le gouvernement de la république. Ils tenaient également le rôle d'États provinciaux dans les pays de la Généralité, c’est-à-dire les parties du comté de Flandre et du duché de Brabant, qui étaient restées sous contrôle de la république. Les États généraux avaient aussi la gestion de la VOC et de la WIC, les deux compagnies des Indes orientales et occidentales ;
- au sud, à Bruxelles, les États généraux des neuf ou dix pays restants des Pays-Bas espagnols, puis les États généraux des Pays-Bas autrichiens, continuaient à représenter les États vis-à-vis du souverain ou de ses gouverneurs. En 1790, les États de la majorité des provinces des Pays-Bas autrichiens proclamèrent leur indépendance de l'Autriche et leur union sous le titre d'États belgiques unis.

Après la réunion des anciens Pays-Bas autrichiens à la France en 1795, les États généraux y furent supprimés. La proclamation de la République batave, à la même époque, dans les anciennes Provinces-Unies, entraîna la suppression des États généraux. Toutefois, à compter de 1815, la Constitution du royaume des Pays-Bas prévoit que la réunion des deux chambres législatives (la première Chambre et la seconde Chambre des États généraux) porte le nom d’États généraux du royaume des Pays-Bas.